# Robelis Despaigne
Robelis Despaigne (9 settembre 1988) è un taekwondoka cubano.

## Palmarès
- Giochi olimpici

Londra 2012: bronzo negli 80 kg.
- Mondiali

Puebla 2013: bronzo nei pesi massimi.
Čeljabinsk 2015: bronzo nei pesi massimi.
- Universiadi

Shenzen 2011: bronzo nei pesi massimi.
- Giochi centramericani e caraibici

Veracruz 2014: oro nei pesi massimi.